# Aleksiej Kononow
Aleksiej Kononow (ros. Алексей Кононов; ur. 9 kwietnia 1997 w Petersburgu) – rosyjski siatkarz, grający na pozycji środkowego. 

## Sukcesy klubowe
Superpuchar Rosji:
- 2017, 2018, 2020

Klubowe Mistrzostwa Świata:
- 2017
- 2019

Puchar Rosji:
- 2017, 2018, 2019, 2021

Liga Mistrzów:
- 2018
- 2019

Mistrzostwo Rosji:
- 2018[1][2]
- 2019, 2020

## Sukcesy reprezentacyjne
Mistrzostw Europy Juniorów:
- 2016

Mistrzostwa Świata Juniorów:
- 2017

Mistrzostwa Świata U-23:
- 2017[3]

Letnia Uniwersjada:
- 2019

## Nagrody indywidualne
- 2015: Najlepszy blokujący Mistrzostw Europy Kadetów
- 2016: Najlepszy środkowy Mistrzostw Europy Juniorów
- 2017: Najlepszy blokujący Mistrzostw Świata Juniorów